# Пітер Джон Стівенс
Пітер Джон Стівенс (1 червня 1995) — словенський плавець.
Призер Чемпіонату світу з плавання на короткій воді 2016 року.
Призер Чемпіонату Європи з водних видів спорту 2016, 2018 років.